# Philip Heise
Philip Heise (* 20. Juni 1991 in Düsseldorf) ist ein deutscher Fußballspieler.

## Karriere
Philip Heise begann mit dreieinhalb Jahren in Meerbusch bei Düsseldorf beim Stadtteilverein FC Büderich mit dem Fußballspielen. In der C-Jugend wechselte er zu Bayer 04 Leverkusen und dann zu Fortuna Düsseldorf. Das letzte U-19-Jahr spielte er mit Borussia Mönchengladbach in der A-Jugend-Bundesliga West, bevor er wieder nach Düsseldorf zurückkehrte.
Bei der Fortuna trainierte der linke Verteidiger zwar mit den Zweitligaprofis, war aber ein Jahr lang Stammspieler in der U-23 in der Regionalliga West. Da das Vertragsangebot der Rheinländer für die Saison 2011/12 nicht über die Amateurmannschaft hinausging, die zudem abgestiegen war, entschloss sich Heise zum Wechsel und unterschrieb seinen ersten Profivertrag, einen Einjahresvertrag mit einem monatlichen Salär in Höhe von 2000 Euro, beim Drittligisten Preußen Münster. Bereits am zweiten Spieltag der neuen 3.-Liga-Saison bekam er seine erste Chance als Einwechselspieler. Nach zwei Jahren in Münster mit insgesamt 38 Einsätzen wechselte Heise im Sommer 2013 innerhalb der 3. Liga zum 1. FC Heidenheim, mit dem er zur Saison 2014/15 in die 2. Liga aufstieg.
Zur Saison 2015/16 wechselte Heise zum VfB Stuttgart. Nachdem er fünf Bundesligaeinsätze absolviert hatte und mit den Stuttgartern abgestiegen war, kam er in der Hinrunde der folgenden Spielzeit nur zu einem Ligaeinsatz in der 2. Bundesliga. Daraufhin wechselte Heise am 10. Januar 2017 zu Dynamo Dresden. Gleich in seinem ersten Spiel für Dresden traf er beim 2:1-Auswärtssieg in Nürnberg zur 1:0-Führung.
Am 31. Januar 2019 wechselte Heise zum englischen Zweitligisten Norwich City, mit dem er im Frühjahr nach lediglich einem Pokaleinsatz als Meister in die Premier League aufsteigen konnte.
Nach weiteren zwei Pokalpartien sowie vier Einsätzen für die U23 verliehen die Ostengländer den Deutschen in seine Heimat bis zum Ende der Saison 2019/20 an den Zweitligisten 1. FC Nürnberg. Für den Club war Heise in elf Partien am Ball, davon fünfmal in der Startelf stehend, und bespielte die linke Außenbahn defensiv wie offensiv. Was die Gegentorquote betraf, fand sich die Mannschaft jedoch nur am Tabellenende wieder und musste mit Heise über die Relegation, im Rahmen derer er nur auf der Bank saß, die Klasse halten.
Ohne weitere Aktivitäten für seinen Stammverein verblieb der Rheinländer in der 2. Bundesliga und wurde für die Saison 2020/21 an den Karlsruher SC verliehen. Dort gehörte er unter dem Cheftrainer Christian Eichner zum Stammpersonal und absolvierte 29 Zweitligaspiele (alle von Beginn), in denen er ein Tor erzielte. Vor der Saison 2021/22 löste er seinen Vertrag mit Norwich City auf und unterschrieb beim KSC bis zum 30. Juni 2024.
Mit Auslaufen seines Vertrags verließ Heise die Karlsruher im Sommer 2024 und kehrte er zu Dynamo Dresden zurück. Ein Jahr später verließ er Dresden wieder.

## Erfolge
Norwich City
- Meister der EFL Championship und Aufstieg in die Premier League: 2019